# Pleasant B. Tully

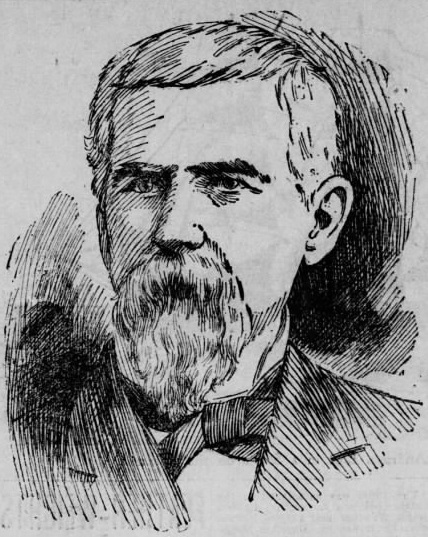
Pleasant B. Tully

Pleasant Britton Tully (* 21. März 1829 im Henderson County, Tennessee; † 24. März 1897 in Gilroy, Kalifornien) war ein US-amerikanischer Politiker. Zwischen 1883 und 1885 vertrat er den Bundesstaat Kalifornien im US-Repräsentantenhaus.

## Werdegang
Im Jahr 1838 kam Pleasant Tully mit seinem Vater in das Phillips County in Arkansas, wo er sowohl öffentliche als auch private Schulen besuchte. Im Jahr 1853 zog er während des Goldrauschs nach Kalifornien, wo er einige Zeit selbst auf Goldsuche war. Nach einem Jurastudium und seiner Zulassung als Rechtsanwalt begann er in Gilroy in diesem Beruf zu arbeiten. Gleichzeitig schlug er als Mitglied der Demokratischen Partei eine politische Laufbahn ein. Im Jahr 1879 war er Delegierter auf einer Versammlung zur Überarbeitung der kalifornischen Staatsverfassung.
Bei den Kongresswahlen des Jahres 1882 wurde Tully im vierten Wahlbezirk von Kalifornien in das US-Repräsentantenhaus in Washington, D.C. gewählt, wo er am 4. März 1883 die Nachfolge von Romualdo Pacheco antrat. Bis zum 3. März 1885 konnte er eine Legislaturperiode im Kongress absolvieren. Nach dem Ende seiner Zeit im US-Repräsentantenhaus praktizierte Pleasant Tully wieder als Anwalt. Er starb am 24. März 1897 in Gilroy.